# Tadeusz Góra

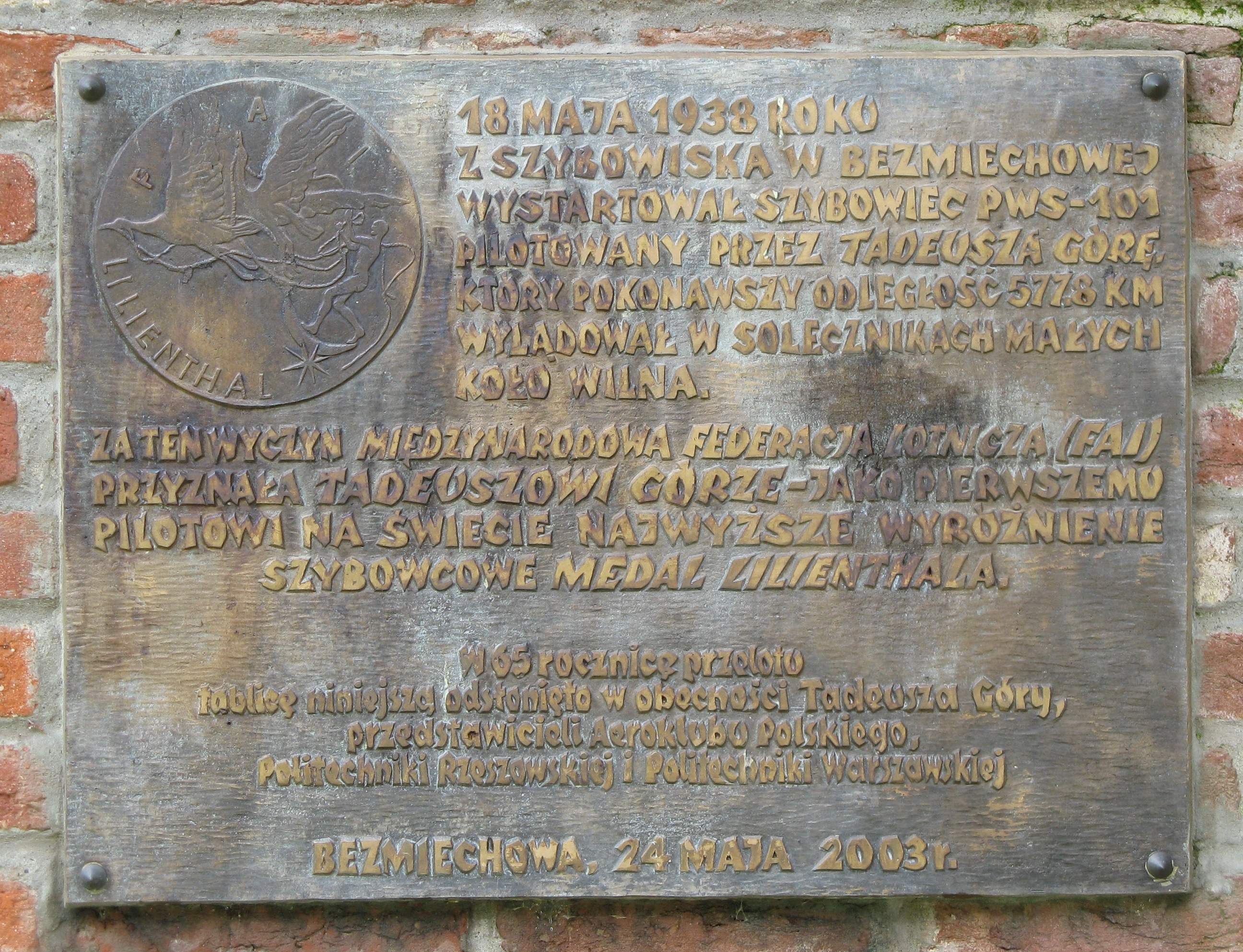
Tablica pamiątkowa na szybowisku w Bezmiechowej Górnej

Tadeusz Edward Góra (ur. 19 stycznia 1918 w Krakowie, zm. 4 stycznia 2010 w Świdniku) – polski szybownik, pilot dywizjonu 316, podpułkownik Wojska Polskiego, w 2007 awansowany do stopnia generała brygady w stanie spoczynku.
W 1938 Tadeusz Góra na szybowcu PWS-101 uzyskał najlepszy szybowcowy wyczyn roku 1938, choć panuje błędna opinia, że Góra pobił rekord świata w długości przelotu szybowcowego. Nie jest to zgodne z prawdą, bowiem rekord długości przelotu w tamtym czasie wynosił 652,256 km, i został ustanowiony 27 maja 1937 przez Rosjanina Rostorgujewa. Lot Tadeusza Góry odbył się z Bezmiechowej Górnej do Solecznik Małych (577,8 km) i za wyczyn ten jako pierwszy pilot szybowcowy na świecie otrzymał medal Lilienthala, przyznany 8 stycznia 1939 przez Międzynarodowy Związek Lotniczy.

## Życiorys
Tadeusz Góra był synem Jana Góry i Bronisławy z domu Wiszniewskiej. Szkolenie lotnicze rozpoczął w czerwcu 1934 na szybowisku Grzegorzewo, należącym do Aeroklubu Wileńskiego. Dalsze szkolenie doskonalące odbywał w Szkole Szybowcowej Bezmiechowa w Bieszczadach. Tu w 1935 roku uzyskał podkategorię B i C. 13 maja 1937 roku wykonał tam m.in. lot czasowy na szybowcu, trwający 18 godzin, a w trzy miesiące później zwyciężył w V krajowych Zawodach Szybowcowych. Największy sukces odniósł jednak 18 maja 1938, kiedy to za przekroczenie bariery 500 km w swobodnym locie na szybowcu PWS-101 (nr rej. SP-1004) przyznano mu medal Lilienthala, do dziś uważany za najcenniejsze szybowcowe trofeum.
W 1939 roku wziął udział w Międzynarodowym Zlocie Szybowcowym we Lwowie (konkurs ISTUS), gdzie na szybowcu PWS-101 zajął II miejsce. Latem tego samego roku wykonał na „Orliku” docelowy przelot szybowcowy z Polichna koło Kielc do Bydgoszczy, długości 304 km. Był jednym z kandydatów do składu ekipy polskiej na Igrzyska Olimpijskie w Helsinkach w 1940 r., gdzie po raz pierwszy miały być rozegrane olimpijskie konkurencje szybowcowe.
Wybuch wojny zastał go na szybowisku Polichno, gdzie latał jako pilot holujący. Ewakuował się do Łucka, gdzie został zatrzymany przez władze sowieckie. Zbiegł wkrótce i przedostał się, przez Włodzimierz Wołyński i Równe, do Wilna. W październiku i listopadzie 1939 pracował w zakładach naprawczych. Później wyruszył do Kowna, gdzie w działającym jeszcze konsulacie polskim, otrzymał paszport. Następnie przez Skandynawię dotarł do Francji. Zaledwie tam dotarł Francja skapitulowała i musiał ewakuować się do Wielkiej Brytanii.
Usilnie zabiegał o przydział do personelu latającego Polskich Sił Powietrznych. 26 sierpnia 1940 roku otrzymał przydział do brytyjskiej jednostki lotniczej – AACU nr 2, gdzie odbył szkolenie lotnicze.
Po przeszkoleniu został skierowany do 316 polskiego dywizjonu myśliwskiego, w którym wykonał 14 października 1941 roku pierwszy lot na samolocie Hawker Hurricane (nr Z-27507). W późniejszym okresie latał także w dywizjonach 306 i 315. Na samolotach Spitfire i Mustang wykonał w sumie 111 lotów bojowych i 47 operacyjnych – eskortował amerykańskie „latające fortece” – bombowce B-17, zestrzelił 4 samoloty niemieckie, jedną „latającą bombę” V1, zniszczył dwie lokomotywy i uszkodził okręt podwodny. Na Liście Bajana został sklasyfikowany na 220 pozycji (1 zwycięstwo pewne, 2 prawdopodobne, 1 uszkodzenie).
Za osiągnięcia w wypełnianiu zadań bojowych odznaczony został Krzyżem Srebrnym Orderu Wojennego Virtuti Militari i trzykrotnie Krzyżem Walecznych oraz brytyjskimi The 1939-1945 Star, The War Medal 1939-1945 i The Defence Medal.
Po wojnie został zdemobilizowany (w stopniu polskiego porucznika i angielskiego kapitana), wrócił do Polski, rozpoczął pracę w Górskiej Szkole Szybowcowej na Żarze jako instruktor, nie porzucając latania zawodniczego. W 1948 roku wykonał pierwszy w Polsce lot wysokościowy na fali trwający cztery godziny. 23 lipca 1950 roku spełnił ostatni warunek do Diamentowej Odznaki Szybowcowej, będąc pierwszym Polakiem i drugim na świecie zdobywcą tej odznaki. Pierwsze dwa warunki do jej zdobycia spełnił jeszcze przed II wojną światową. Na początku 1952 otrzymał tytuł mistrza sportu.
W 1957 roku powrócił do służby wojskowej jako kapitan. Otrzymał skierowanie na kurs teoretyczny do Oficerskiej Szkoły Lotniczej w Radomiu, a następnie odbył przeszkolenie na samolotach MiG-15, MiG-17 i MiG-19 (w 62 pułku lotnictwa myśliwskiego w Poznaniu i w 38 lotniczym pułku szkolno-bojowym w Modlinie). W Wojsku Polskim (ludowym) służył do 1972, gdy zwolniony został do cywila w stopniu podpułkownika. W 1977 roku rozpoczął w Świdniku szkolenie na śmigłowcach, w 1978 uzyskał uprawnienia instruktorskie. W okresie 1979–1981 szkolił libijskich pilotów na Mi-2.
Posiadał licencję pilota samolotowego, szybowcowego i śmigłowcowego, równocześnie był posiadaczem uprawnień pilota doświadczalnego i instruktora, oblatał między innymi szybowiec SZD-11 Albatros. W 1962 roku zdobył tytuł Szybowcowego Mistrza Polski, ustanowił trzy krajowe rekordy szybowcowe. W 1970 roku za wieloletnią działalność otrzymał Medal Tańskiego. W 1988 roku otrzymał Złoty Medal Aeroklubu Polskiego z numerem 2, posiada tytuł Zasłużonego Mistrza Sportu. Na samolotach wylatał 6000 godzin, na szybowcach 2200 godzin, na śmigłowcach 1700 godzin.
Tadeusz Góra zmarł 4 stycznia 2010 w Świdniku, gdzie został pochowany na cmentarzu komunalnym w Alei Zasłużonych.

## Odznaczenia
| Medal Lilienthala przyznany Tadeuszowi Górze. |
| Medal Tańskiego przyznany Tadeuszowi Górze.   |

Za zasługi powojenne został odznaczony Krzyżem Komandorskim Orderu Odrodzenia Polski. 19 stycznia 1998 otrzymał od Rady Miasta Świdnika tytuł honorowy „Zasłużony dla Miasta Świdnika”. 28 sierpnia 2002 roku podczas Święta Lotnictwa Tadeusz Góra, od lat będący w stanie spoczynku, otrzymał awans do stopnia pułkownika. 15 sierpnia 2007 został awansowany na stopień generała brygady w stanie spoczynku.
Otrzymał tytuł honorowego obywatelstwa Leska, miasta leżącego nieopodal Bezmiechowej.

## Upamiętnienie
- Adam Ustynowicz wyreżyserował film biograficzny pt. Dziennik pilota Góry[6]. Prapremiera odbyła się 1 lutego 2007 roku na Zamku Królewskim w Warszawie. Film był też emitowany w Programie 1 Telewizji Polskiej oraz w TV Polonia.
- W 2008 roku, na 90. urodziny Tadeusza Góry, ukazała się poświęcona mu biograficzna książka Medalowe wzloty autorstwa Tadeusza Chwałczyka[6].
- W 2004 roku jego imieniem nazwano Akademicki Ośrodek Szybowcowy Politechniki Rzeszowskiej w Bezmiechowej Górnej[10].
- Wystawa fotografii pt. Skrzydlaty generał przygotowana w 2011 r. przez Tadeusza Chwałczyka i Dariusza Kudenia[11].